# ヴィクター・ワイスコフ
ヴィクター・フレデリック・ワイスコフ（Victor Frederick Weisskopf, 1908年9月19日 - 2002年4月21日）は、オーストリア生まれのユダヤ系アメリカ人理論物理学者である。
第二次世界大戦中にロスアラモス国立研究所でマンハッタン計画に参加し、原子爆弾を開発したが、後に核拡散に反対する運動に加わった。

## 生涯
ウィーンで生まれ、ドイツのゲッティンゲン大学で1931年に物理学の博士号を取得した。その後ライプツィヒ大学のヴェルナー・ハイゼンベルク、ウィーン大学のエルヴィン・シュレディンガー、コペンハーゲン大学のニールス・ボーア、ケンブリッジ大学のポール・ディラック、さらにチューリッヒ工科大学のヴォルフガング・パウリの下で助手を務めた。
ユダヤ系であったため、1937年にアメリカ合衆国へ渡る。1943年までロチェスター大学で教えた後、同年からマンハッタン計画に参加したが、翌1944年には核戦争に反対する科学者の組織の設立にもかかわった。1943年にアメリカ合衆国市民権を取得している。
戦後はマサチューセッツ工科大学の物理学部で教え（1946年 - 1961年、1965年 - 1974年）、最終的に学部長に昇進した。アメリカ合衆国の「憂慮する科学者の会」の共同設立者の1人でもあり、1961年から1966年まで欧州原子核研究機構の事務局長を務めた。
また、米国科学アカデミーのメンバーでもあり、1960年から1961年までアメリカ物理学会、1976年から1979年までアメリカ芸術科学アカデミーの会長を務めた。
ワイスコフはユダヤ教徒であったが、1975年にローマ教皇パウロ6世から、教皇庁科学アカデミーの70人のメンバーとして指名され、1981年には核兵器の使用を禁止する必要を説くためにヨハネ・パウロ2世からロナルド・レーガン大統領に派遣された4人の科学者を率いた。
コペンハーゲン時代に結婚した妻エレン・ トヴェーデ (Ellen Tvede) と1989年に死別し、2番目の妻ドゥーシャ・スコット (Duscha Scott, 1924-2022) と1991年に再婚し、2002年にマサチューセッツ州ニュートンの自宅で死去した。

## 受賞歴
- 1956年 - マックス・プランク・メダル
- 1972年 - チーノ・デル・ドゥーカ世界賞
- 1980年 - アメリカ国家科学賞
- 1981年 - ウルフ賞物理学部門
- 1988年 - エンリコ・フェルミ賞
- 1991年 - 米国科学アカデミーより公共福祉メダル

## 参考
- V. Stefan (Editor). PHYSICS and SOCIETY. Essays in Honor of Victor Frederick Weisskopf by the International Community of Physicists. ISBN 1-56396-386-8